# Троянски астероиди
Троянските астероиди са малки небесни тела, които гравитират в динамично равновесие около точките на Лагранж L4 и L5 по орбитите на някои планети от Слънчевата система. Първоначално така са наречени астероидите на Юпитер (първият троянец 588 Ахил е открит 1906 г.), но по-късно става ясно, че и други планети имат такива астероиди около своите точки L4 и L5, включително и Земята. Така терминът троянски астероиди става общ за астероидите, които не обикалят директно около Слънцето, а изпълняват условието да ротират около тези точки L4 и L5, независимо на коя планета (или неин спътник).

## Точки на Лагранж
Всичките точки на Лагранж (L1 - L5) са нематериални. За система от две тела - звезда и планета, при която масата на първото многократно превишава масата на второто, точките L4 и L5 се намират на орбитата на второто тяло, т.е. спътника, като L4 е на 60° преди, а L5 – на 60° след тялото. Именно около тези точки се събират троянските астероиди, докато точките L1, L2 и L3  се характеризират с неустойчиво равновесие. Равновесните точки L4 и L5 се движат заедно със спътника по неговата орбита, но ако в тях попадне трето тяло с пренебрежимо малка маса (т.е. астероид), то се оказва в устойчиво равновесие спрямо централното тяло и неговия спътник. Троянските астероиди не се намират точно в точките L4 и L5, а обикалят около тях по елиптични или по-сложни, подковообразни орбити, понякога с голяма инклинация. Въпреки това, те се намират в 1:1 орбитален резонанс със своята планета.

## Троянски астероиди в Слънчевата система
Теоретично всички планети от Слънчевата система имат своите точки L4 и L5, както и спътниците на големите планети, но не във всички са открити троянски астероиди. Засега не са открити троянски астероиди около Меркурий и Венера.
Към 02 април 2024 е потвърдено откриването на следните троянски астероиди.:
- Троянски астероиди на Земята – открити са два астероида 2010 TK7 и 2020 XL5 в точка L4[2][3]
- Троянски астероиди на Марс – 16 троянци, [4]
- Троянски астероиди на Юпитер – открити са общо 13280 троянски астероиди на Юпитер, разделени в две групи – Ахейци в L4 (8473) и Троянци в L5 (4807) [5].
- Троянски спътници на Сатурн Троянски астероиди не са открити, но два от спътниците на Сатурн – Тетида и Диона имат в орбитите си троянски спътници
- Троянски астероиди на Уран – 2
- Троянски астероиди на Нептун – 31 [6]

Планетите джуджета от Астероидния пояс - Церера и 4 Веста имат временни троянци.

## Стабилност
Орбитите на троянските астероиди са доста стабилни във времето (от астрономическа гледна точка), като важи правилото, че колкото по-масивна е планетата, толкова по-устойчиви са орбитите на нейните троянци. Така троянците около Юпитер са много по-стабилни от троянците на която и да е по-малка планета, например Земята.
За да е дългосрочно стабилна системата, трябва да е изпълнено условието m1 > 100m2 > 10 000m3, където m1 е масата на централното тяло, m2 е масата на планетата, а m3→0 – на троянския астероид, за която приемаме, че клони към нула. Всичко това се отнася до система от три тела. Ако участват и други обекти, пряко чрез сблъсък или непряко, чрез гравитация, системата може да претърпи значителни изменения.